# Una Navidad de locos
Christmas with the Kranks (conocida en español como Una Navidad de locos) es una película de comedia de 2004 basada en la novela Una Navidad diferente de John Grisham. Está dirigida por Joe Roth y protagonizada por Tim Allen y Jamie Lee Curtis.

## Argumento
Luther y Nora Krank son un matrimonio que tiene una hija, Blair. Cuando ésta se marcha a Perú a pasar la Navidad, Luther decide "escaparse de la Navidad" y planea irse de vacaciones con su esposa a un crucero por el Caribe, sin fiesta ni adornos. Nora, sin embargo, no está de acuerdo con la decisión de su esposo, al igual que el simpático vecino de ambos, Vick Frohmeyer.
Luther calcula que gastaron $6,132 durante la temporada navideña del año anterior, al no tener interés de celebrar la Navidad sin su hija, sugiere que inviertan el dinero que normalmente se gasta en decoraciones y regalos, para regalarse a ellos mismos un crucero de diez días por el Caribe. Luther insiste varias veces en que boicoteen por completo las vacaciones, finalmente Nora acepta.
Los Krank descubren que son considerados parias debido a su decisión de saltarse las fiestas. Los más expresivos en sus objeciones son los vecinos Vic Frohmeyer y Walt Scheel. Vic, que se autoproclama líder del vecindario, organiza una campaña para obligar a los Krank a decorar su casa. A Walt no parece gustarle Luther, por lo que sus esfuerzos son principalmente personales.
Aquí es cuando inicia una campaña en contra de su decisión, constantemente los Krank son presionados para que coloquen una decoración de Frosty, el muñeco de nieve, y los villancicos intentan revivir su espíritu navideño cantando en su enfrente de su casa. Como preparación de su viaje, los Krank acuden al centro comercial para realizarse un bronceado, pero por descuido, en un incómodo momento Nora se encuentra con sus vecinos y conocidos quienes siguen cuestionándolos, en especial el padre Zabriskie a quien Nora avergonzada trata de cubrirse y explicarle lo que está sucediendo, momentos después llega Luther, al que solamente le queda saludar a la gente, pues ante las risas y miradas de sus vecinos, Luther y Nora visten únicamente en traje de baño. El periódico publica en primera plana una fotografía vergonzosa de la situación en el centro comercial con los Krank en poca ropa, además de elaborar un artículo completo acerca de sus planes de omitir la Navidad. Sin embargo, sin importar la humillación, Luther y Nora continúan manteniéndose firmes.
En la Nochebuena, cuando por fin Nora accede a saltarse la fiesta, surge algo inesperado: a último momento, Blair decide regresar a casa junto con su prometido, Enrique. Luther y Nora deben hacer que el ambiente navideño vuelva a su hogar en el poco tiempo que tienen antes que su hija llegue. Si bien en un principio sólo Spike, el hijo de Vick, colabora con Luther y lo ayuda a colocar los adornos navideños, más tarde todos sus vecinos le ofrecen su ayuda, para agasajar a Blair y, sobre todo, a su prometido. Aunque la fiesta parece ir de la mejor manera, Luther intenta convencer nuevamente a Nora de tomar esas vacaciones por el Caribe, provocando el enojo de ésta, que lo tacha de "egoísta". Luther, arrepentido, le regala sus pasajes a su vecino Walt y a la esposa de este, Bev, la cual se encuentra gravemente enferma. Nora, consciente de este acto, perdona a su esposo y ambos se reconcilian.

## Reparto
- Tim Allen como Luther Krank.
- Jamie Lee Curtis como Nora Krank.
- Dan Aykroyd como Vic Frohmeyer.
- M. Emmet Walsh como Walt Scheel.
- Elizabeth Franz como Bev Scheel.
- Erik per Sullivan como Spike Frohmeyer.
- Cheech Marin como Oficial Salino.
- Jake Busey como Oficial Treen.
- Austin Pendleton como Santa Claus / Marty.
- Tom Poston como Padre Zabriskie.
- Julie Gonzalo como Blair Krank.
- Rene Lavan como Enrique De Cardenal.
- Caroline Rhea como Candi.
- Felicity Huffman como Merry.
- Patrick Breen como Aubie.
- Dava Husley como Amanda Frohmeyer.
- John Short como Ned Becker.
- Bonita Friedericy como Jude Becker.
- David Hornsby como Randy Becker.
- Kevin Chamberlin como Mr. Scanlon.
- Mark Christopher Lawrence como Wes Trogden.
- Rachel L. Smith como Trish Trodgen.
- Jan Hoag como Directora del Coro.

## Recepción
La película tuvo una recepción negativa tras su lanzamiento. Desde octubre de 2014, la película tiene una clasificación de 5% en Rotten Tomatoes, con el consenso de, "Una película sin alegría como el pastel de fruta del año pasado, Christmas with the Kranks es una comedia grosera y chillona que promueve el conformismo"